# IGS Roderbruch
Die IGS Roderbruch ist eine Integrierte Gesamtschule in Hannover, die sich im Roderbruch-Viertel innerhalb des Stadtteils Groß-Buchholz befindet. Das Schulgebäude steht unter Denkmalschutz.

## Beschreibung
Die IGS Roderbruch ist die einzige staatliche Integrierte Gesamtschule in Niedersachsen, an der Schüler von der ersten Klasse bis zum Abitur unterrichtet werden. Sie besteht seit 1973 und ist die größte allgemeinbildende Schule der Landeshauptstadt Hannover und eine der größten Schulen des Landes.
Die Oberstufe wird etwa zur Hälfte von Schülern besucht, die von anderen Schulen kommen, insbesondere den IGS ohne Gymnasiale Oberstufe. Es besteht eine Schülervertretung an der IGS Roderbruch.

## Schulprofil
Die Landesschulbehörde Niedersachsen bescheinigte der IGS Roderbruch im Jahr 2009:
„Das Zusammenleben in der Schule ist in besonderem Maße geprägt von gegenseitiger Wertschätzung, einem umfassenden Integrationsethos und der Zielsetzung, die individuellen Lern- und Entwicklungspotentiale des Einzelnen entwickeln zu wollen. Darüber hinaus wurden weitere besondere Konzepte entwickelt und umgesetzt: Integrationsklassen, Comenius-Projekte, nachhaltige Umweltbildung, Forscher- und Musikklassen und Frühes Fremdsprachenlernen.“

### Inklusion
Die Integration von Menschen mit Körperbehinderungen wird seit Bestehen der Schule durch angemessene bauliche und pädagogische Konzepte gefördert. Die Gebäude auf dem etwa 28 ha großen Gelände der Schule sind überwiegend behindertengerecht gebaut. Von 1981 bis 2011 war an der Schule eine Lehrerin tätig, die auf einen Rollstuhl angewiesen ist. Ein rollstuhlfahrender Lehrer ist nach wie vor tätig. Die Anzahl der Schüler, die auf Rollstühle oder Gehhilfen angewiesen sind, ist zwar schwankend, aber immer im unteren zweistelligen Bereich.
Im Zuge der gesetzlichen Verpflichtung zur Inklusion steigt auch die Zahl der Schüler, die einen anerkannten sonderpädagogischen Unterstützungsbedarf haben. Die Stadt Hannover hat die IGS Roderbruch 2013 zur „Schwerpunktschule für Schüler mit Unterstützungsbedarf im Bereich der körperlich-motorischen Entwicklung“ gewählt. Aber natürlich werden auch Schüler mit Unterstützungsbedarf in den Bereichen Sehen, Hören, Sprache, sozial-emotionale Entwicklung, Lernen sowie geistige Entwicklung aufgenommen und gefördert.

### Umweltschule
Im Rahmen der Ausschreibung „Umweltschule in Europa“ wurde die IGS 1997/98 für die ökologische Umgestaltung des Schulgeländes sowie zweimal in den Zeiträumen 2000 bis 2004 für das Energiemanagement ausgezeichnet.

### Schülerzeitung
Die IGS Roderbruch gab seit 2010 in unregelmäßigen Abständen eine neu konzipierte Schülerzeitung heraus. Da das Markenzeichen und die Gebäudefassaden der Schule „gelb“ sind, entstand der Name „gelbsüchtig“. Die Schülerzeitung wird allerdings seit dem Schuljahr 2016/17 durch den Schülerblog „YellowPost“ ersetzt.

### Comenius-Projekte
Mit den Themen „Heilpflanzen in europäischen Kulturen“ seit 1997 und „Europäische Synästhesie: Musik, Bewegung, Farbe, Form und Gefühle“ seit 2006 nimmt die Schule am Comenius-Programm teil.
Das derzeitige Comenius-Projekt 2012–2014 läuft unter dem Titel „Scientific Knowledge of the Baroque Era: a Joining European Clamp“.

### Schulinternes Energiemanagement
Die IGS Roderbruch beteiligt sich seit 1995 mit Schülern, Lehrerschaft und Schulpersonal an dem Projekt GSE (Gruppe schulinternes Energiemanagement). Im Ergebnis konnte 2001 durch vernünftigen Umgang mit Energie fast 50 % des Schulenergieaufwandes eingespart werden. Die Arbeit an verschiedenen GSE-Projekten der Schule wurde im Jahr 2000 durch den Gewinn des 2. Preises beim Energy Globe Award belohnt.

### Theater und Musicals (Auswahl)
- Die Bremer Stadtmusikanten (2010)
- Linie 1 (2010)
- Tabaluga (2010)
- Yellow Submarine (2009)
- Gibs mir … das blutige Geschäft (2007)
- Gefährliche Liebe im Roderbruch (2007)
- Der kleine Tag (2012)
- Stonehendge (2017)
- Die Liebe ist ein verrücktes Spiel (2021)

### Auschwitz-Studienfahrt
Seit März 2011 findet jährlich eine zweitägige Studienfahrt mit etwa 50 Teilnehmern nach Krakau und das Staatliche Museum Auschwitz-Birkenau statt. Die Fahrt wird in Workshops und anderen Veranstaltungen vor- und nachbereitet. Finanziert wird sie von Sponsoren, wie der Rosa-Luxemburg-Stiftung, Bundestagsabgeordnete der SPD und Bündnis 90/Die Grünen sowie dem Volksbund Deutsche Kriegsgräberfürsorge. Es finden auch Veranstaltungen zum Jahrestag der Befreiung des KZ Auschwitz am 27. Januar statt.

### Streitschlichter
Seit dem 1. Februar 2000 arbeiten zu Streitschlichtern ausgebildete Schüler daran, Streit an der IGS lösungsorientiert, ohne Schuldzuweisung zu beenden.

### Fremdsprachenangebot
Englisch wird ab der 5. Klasse weitergeführt und ab der 6. Klasse können Spanisch, Französisch oder Latein gewählt werden. Ab der Oberstufe können Spanisch und Französisch als zweite oder dritte Fremdsprache gewählt werden.

## Persönlichkeiten
- Silke Stokar von Neuforn (* 1953), Politikerin, Mitglied des Bundestages
- Joachim Jahn (* 1959), Journalist
- Karl Koch (1965–1989), Computerhacker
- Julia Zwehl (* 1976), Feldhockeyspielerin, Olympiasiegerin
- Lena Meyer-Landrut (* 1991), Sängerin, ESC-Gewinnerin